# Adam Bohorič
Adam Bohorič (korabeli írásmód szerint Bohorizh) (Reichenburg? 1520 és 1524 között – Elzász vagy Laibach 1598. november 20. k.) szlovén protestáns tanító és nyelvész. Az első szlovén helyesírás, a róla elnevezett Bohorič-ábécé (bohoričica) megalkotója.

## Életútja, tanulmányai
Származását és előéletét homály fedi. A mai Brestanica (akkori nevén Reichenburg) környékén született Dél-Szlovéniában, az akkori Stájerországban, közel Krajna és Horvátország határához. Ugyancsak kérdéses, hogy valóban Bohorič volt-e a neve. Ezzel kapcsolatban olyan elmélet van, hogy nevét a Bohor-hegy után kapta, amely azon a vidéken található. A másik elképzelés szerint apját Bohornak hívták (amely a görög Hermagórász névre megy vissza) és a neve végén található -ič a szláv nyelveknél jellemzően a fiúra utal.
Töredékes adatok alapján a szászországi Wittenbergben tanult körülbelül 1550-ig vagy 1551-ig, elsősorban nyelvészetet és zenét. Tanulmányait vélhetően sose fejezte be teljes körűen, ezért nem lett belőle lelkész. Mindezek ellenére hazatérve 1551-től 1563-ig vezette a gurkefeldi (ma Krško) protestáns iskolát.
1565-ben bezárta a gurkefeldi iskolát, s Primož Trubar és Sebastijan Krelj protestáns lelkészek hívására Laibachban (ma Ljubljana) lett az ottani iskola vezetője. Ennek helyén ma a Ljubljanai Klasszikus Gimnázium (Klasična gimnazija Ljubljana) található.
A későbbi II. Ferdinánd, aki ifjú éveiben Karintia, Krajna és Stájerország tartományokat vezette, 1598-ban bezáratta a ljubljanai iskolát. Bohorič a távoli Elzászba menekült és valószínűleg ott halt meg (más elképzelés szerint Laibachban hunyt el).

## Munkássága
Wittenbergben adta ki latin nyelven Arcticae horulae succisivae, de Latino Carniolana literatura c. munkáját, amelyben a Primož Trubar által kodifikált krajnai szlovén irodalmi nyelv, a mostani szlovén írott nyelv előfutárjának normáját rögzítette, ezzel létrehozta az első szlovén nyelvtant.
Bohorič a német hatással szemben erőteljesen hangsúlyozza a szlovén nyelv szláv nyelvekhez való kötődését. A nyelvtant megelőzően is készített már egy szójegyzéket Nomenclatura trium linguarum Latinae, Germanicae et Sclavonicae címmel, valamint Otrozhia tabla címmel szlovén nyelvű tankönyvet a gyermekeknek. Legfőbb érdeme ezen munkáknak a szabványosított helyesírás megalkotása volt.
Trubar eleinte a gót ábécét alkalmazta, amikor szlovén nyelven kezdett írni, míg Bohorič kizárólag a latin ábécét vette alapul, amellyel egy könnyebben használható helyesírást dolgozott ki. A sziszegő és susogó hangok leképezésére olykor két karaktert használt, így a č [cs] hangot zh-val, az š [s] hangot ſh-el, a ž [zs] hangot sh-val jelölte. A c mássalhangzót továbbra is z-vel írta, akárcsak Trubar, mely német hatásra utal. Egyes mély magánhangzók kifejezésére bevezetett még ę karaktert is.
Bár a Bohorič-ábécé széleskörben elterjedtté vált (Trubar is már életében áttért rá), de nem lett általánosan használt helyesírás a szlovénoknál. Magyarországon az ottani szlovénok sose használták a Bohorič-helyesírást. Kezdetben a magyarból létrejött horvát ábécét, majd pedig a magyar helyesírást használták. Egyes nyugati régiókban az olasz helyesírás volt jellemző. Stájerország délkeleti felén a Bohorič-ábécének sokáig komoly vetélytársa volt a már említett magyaralapú horvát ábécé, mivel mindkettőt egyforma mértékben használták az ottani szövegekben. A 18. században kialakult egy olyan stájerországi változata a Bohorič-ábécének, amiben az nj [ny] hangot ny formában képezték le írásban, s amely horvát-magyar hatásra alakulhatott ki.
A Bohorič-ábécé Krajnában, Karintiában és Stájerország délnyugati felén szilárdan képviseltette magát, s 260 évig használatban is maradt. A protestáns vallás visszaszorulását követően a szlovén katolikusok között is éppúgy elterjedt. Helyesírási reformokra tett kísérletek csak a 19. század elején történtek, addig még a nagy szlovén költő France Prešeren is egy ideig a Bohorič-ábécével írta költeményeit.

## Bohorič megítélése
Annak ellenére, hogy Bohorič helyesírása elterjedt, sőt nyelvtana meghatározta a közép-szlovén norma mentén fejlődő szlovén irodalmi nyelv alakulását (Jurij Dalmatin is Bohorič nyelvtana és helyesírása szerint fordította a Bibliát szlovén nyelvre), a protestantizmus helyi bukásával a szlovén területeken Bohorič jelentőségét sokáig nem ismerték el. Ennek oka, hogy a szlovén irodalomban és nemzeti öntudatban már a katolicizmus kezdett fő szerepet játszani, amely csak nehézkesen fogadta el a protestáns múltat. Mindez annak ellenére történt, hogy a katolikus vonalon is ugyanazok a nyelvi normák és a helyesírás maradt fenn, amit Trubar, Bohorič és Dalmatin alakítottak ki.
19. századi szlovén tankönyvek egyszerűen jelentéktelennek nevezték Bohorič szerepét. Néhány évtized múlva viszont bekövetkezett a szemléletváltás és Bohoričot végre munkájához méltó módon kezelték, hisz ő is megvetette az alapját a szlovén nemzet kulturális fejlődésének, amely elősegítette a szlovénség polgárosodását és európai nívóra emelkedését. Példaként említhető, hogy a 15. és 16. században csupán kevés nemzetnek volt saját nyelvtana, s azok is jobbára a nagyobb népek (németek, franciák, spanyolok, angolok) sorába tartoztak. Sylvester János első magyar nyelvtana is csak kevesebb, mint fél évszázaddal előzi meg Bohoričét, ezért Bohorič munkája mindenképpen úttörőnek nevezhető.